# Kaldidalur
Pour la route aussi appelée Kaldidalur, voir Route F550.
La Kaldidalur, toponyme islandais signifiant en français « vallée froide », est une petite vallée d'Islande située dans l'Ouest du pays. Elle sépare à l'ouest le volcan Ok des glaciers Þórisjökull et Langjökull à l'est. Elle débouche au nord sur une région désertique, le Geitlandshraun, et constitue la source de la rivière Geitá. La route F550, aussi appelée Kaldidalur ou Kaldidalsvegur du nom de la vallée, l'emprunte sur toute sa longueur. D'un point de vue géologique, il s'agit d'un graben, un fossé d'effondrement tectonique, situé dans le prolongement de celui de Þingvellir.